# Vånga församling, Lunds stift
Vånga församling var en församling i Villands och Gärds kontrakt i Lunds stift. Församlingen låg i Kristianstads kommun i Skåne län och ingick i Oppmanna-Vånga pastorat. Församlingen uppgick 2017 i Oppmanna-Vånga församling.

## Administrativ historik
Församlingen har medeltida ursprung.
Församlingen har varit annexförsamling i pastoratet Oppmanna och Vånga.. Församlingen uppgick 2017 i Oppmanna-Vånga församling.

## Kyrkor
- Vånga kyrka